# Отдел нераскрытых дел
«Отде́л нераскры́тых дел» (англ. Dept. Q) — британский телесериал Скотта Фрэнка в жанре детективного триллера, основанный на серии книг «Отдел Q» датского писателя Юсси Адлера-Ольсена. Его премьера состоялась на стриминговой платформе Netflix 29 мая 2025 года.

## Сюжет
Детектив высшего класса Карл Морк возвращается на работу в полицейский участок после инцидента со стрельбой, в котором он был тяжело ранен, его коллега и друг Джеймс Харди был парализован, а офицер полиции в форме был убит. Коллеги встречают Морка сдержанно, поскольку считают его высокомерным и, по-видимому, он действительно смотрит на них свысока. Ему также приходится проходить психотерапию из-за последствий стрельбы.
Шотландское правительство решило, что было бы политически целесообразно временно сосредоточиться на нераскрытых преступлениях, чтобы улучшить низкие показатели раскрываемости. Поэтому, Мойре Джейкобсон, начальнице Морка, находящейся в затруднительном положении и не имеющей достаточно ресурсов, предлагается существенный бюджет для создания нового департамента с этой целью. Она предпочитает использовать большую часть бюджета для своего собственного офиса и текущих дел участка полиции, поэтому она назначает Морка единственным офицером, занимающимся большим количеством нераскрытых дел, и выделяет ему полузаброшенный офис в подвале здания где ранее располагались душевые.
Сирийский беженец, бывший полицейский, ныне гражданский Акрам Салим, ищущий более сложную работу, проникает в подвал Морка. Получив задание классифицировать нераскрытые дела, он представляет Морку то, что он считает наиболее перспективным делом. Вместе они начинают работать над делом, которое, казалось бы, раскрыть невозможно.

## В ролях
— главная роль
| Актёр            | Роль |
| ---------------- | --- |
| Мэттью Гуд       | Карл Морк, старший инспектор Карл Морк, эмоционально травмированный детектив, которому поручено создать Департамент Q, — подразделение по расследованию нераскрытых дел |
| Хлоя Пирри       | Мерритт Лингард, безжалостный и амбициозный прокурор |
| Джейми Сивес     | Джеймс Харди, бывший коллега Морка, страдающий параличом нижних конечностей, который нашел новую цель в жизни, консультируя Департамент Q по их делам                   |
| Марк Боннар      | Стивен Бернс, лорд-адвокат и бывший начальник Мерритт |
| Алексей Манвелов | Акрам Салим, сирийский беженец, бывший сирийский полицейский, который становится сотрудником нового отдела                                                              |
| Leah Byrne       | Роуз Диксон, детектив-констебль, потрясённая нервным срывом и ищущая шанс проявить себя в команде Морка                                                                 |
| Кейт Дики        | Мойра Джейкобсон, начальница Морка, инспектор полиции |
| Ширли Хендерсон  | Клэр Марш, экономка и помощница Уильяма |
| Келли Макдональд | доктор Рэйчел Ирвинг, полицейский терапевт |
| Alison Peebles   | Эйлса Дженнингс, мать Лайла и Гарри Дженнингсов |
| Ангус Йеллоулис  | полицейский констебль Андерсон, патрульный офицер |
| Патрик Кеннеди   | Лиам Тейлор, прокурор |
| Дуглас Рассел    | Грэм Финч, бизнесмен, обвиняемый в убийстве своей жены |
| Стивен Миллер    | Лайл Дженнингс (взрослый), убивший Сэма Хейга и укравший его личность                                                                                                   |
| Кай Александр    | Лайл Дженнингс (подросток) |
| Jack Greenlees   | убитый Сэм Хейг |
| Кэл Сабир        | Логан Брюс, старший инспектор |

## Эпизоды
| № | Название               | Режиссёр      | Автор сценария               | Дата премьеры |
| - | ---------------------- | ------------- | ---------------------------- | ------------- |
| 1 | «Эпизод 1» «Episode 1» | Скотт Фрэнк   | Чандни Лакани, Скотт Фрэнк   | 29 мая 2025   |
| 2 | «Эпизод 2» «Episode 2» | Скотт Фрэнк   | Чандни Лакани, Скотт Фрэнк   | 29 мая 2025   |
| 3 | «Эпизод 3» «Episode 3» | Элиза Аморузо | Чандни Лакани, Скотт Фрэнк   | 29 мая 2025   |
| 4 | «Эпизод 4» «Episode 4» | Элиза Аморузо | Стивен Гринхорн, Скотт Фрэнк | 29 мая 2025   |
| 5 | «Эпизод 5» «Episode 5» | Элиза Аморузо | Стивен Гринхорн, Скотт Фрэнк | 29 мая 2025   |
| 6 | «Эпизод 6» «Episode 6» | Скотт Фрэнк   | Колетт Кейн, Скотт Фрэнк     | 29 мая 2025   |
| 7 | «Эпизод 7» «Episode 7» | Скотт Фрэнк   | Колетт Кейн, Скотт Фрэнк     | 29 мая 2025   |
| 8 | «Эпизод 8» «Episode 8» | Скотт Фрэнк   | Скотт Фрэнк                  | 29 мая 2025   |
| 9 | «Эпизод 9» «Episode 9» | Скотт Фрэнк   | Скотт Фрэнк                  | 29 мая 2025   |

## Производство

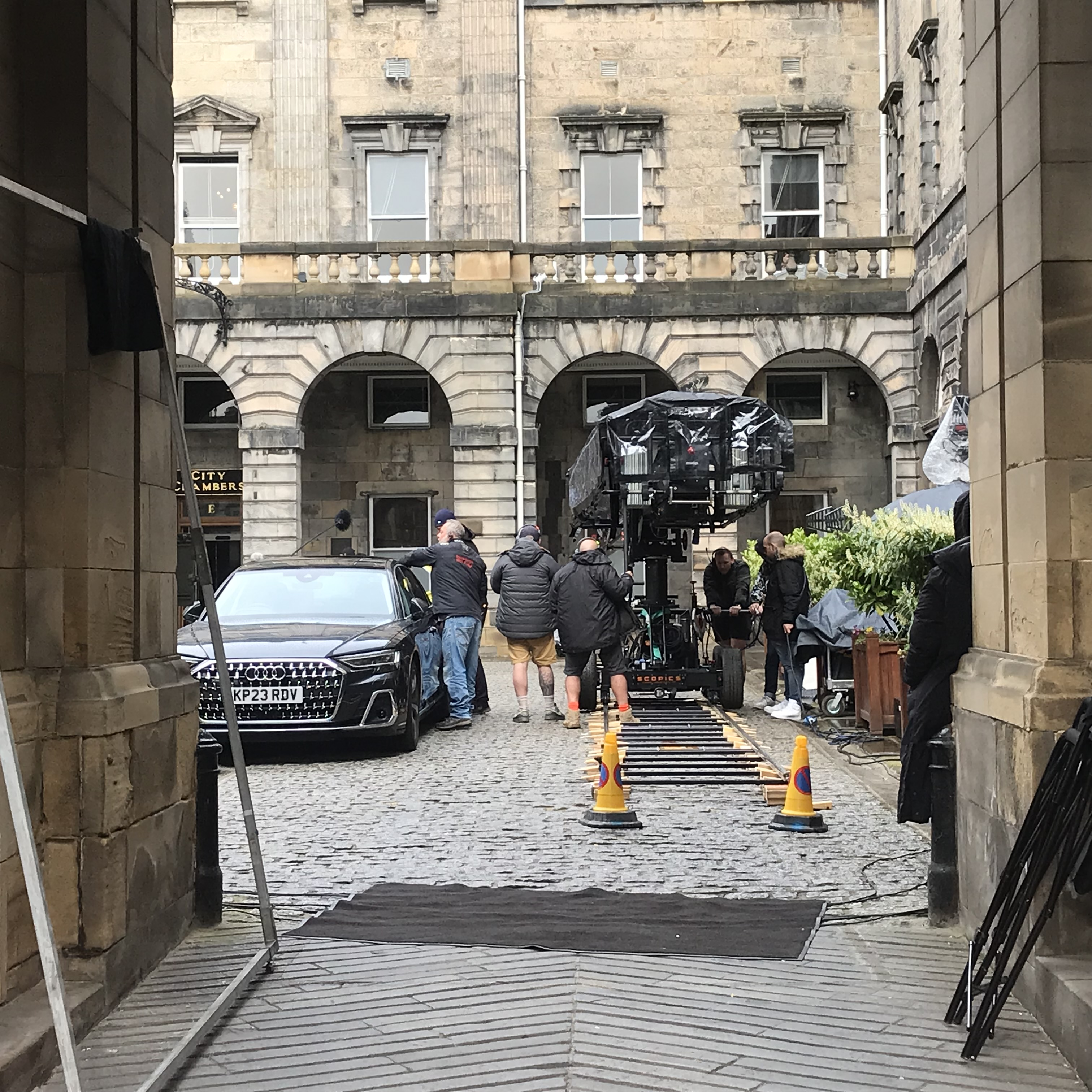
Съёмки сериала в Эдинбурге (апрель 2024 года)

27 апреля 2023 года Скотт Фрэнк был назначен шоураннером англоязычной адаптации серии книг «Отдел Q» датского писателя Юсси Адлера-Ольсена. Компания Netflix заказала произодство восьми эпизодов телесериала. В феврале 2024 года стало известно, что сценарий к телевизионной адаптации напишут Скотт Фрэнк, Чандни Лакхани, Стивен Гринхорн и Колетт Кейн, а режиссёром первых двух эпизодов станет Фрэнк. Тогда же стало известно, что в сериале снимутся Мэттью Гуд, Хлоя Пирри, Алексей Манвелов, Лия Берн, Келли Макдональд, Марк Боннар, Ширли Хендерсон, Джейми Сивес и Кейт Дики.
Съёмки телесериала прошли в Эдинбурге (Шотландия) с февраля по июнь 2024 года.

## Премьера
Премьера сериала состоялась на стриминговой платформе Netflix 29 мая 2025 года.

## Восприятие
На сайте-агрегаторе рецензий Rotten Tomatoes рейтинг сериала составляет 85 % на основании 48 обзоров критиков. На сайте-агрегаторе рецензий Metacritic рейтинг сериала составляет 69 баллов на основании 22 обзоров критиков, что соответствует в «целом положительным» отзывам.